# Llebrer anglès

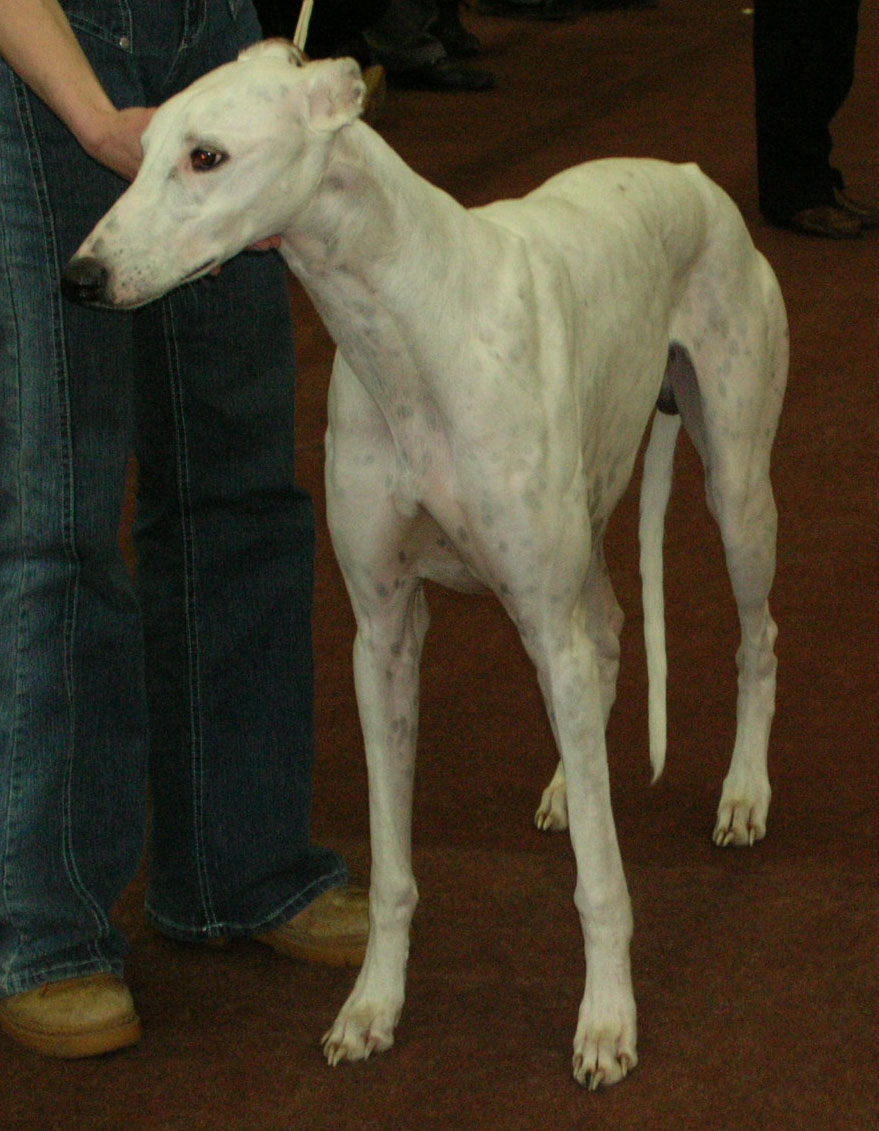

El llebrer anglès (greyhound en anglès) és una raça de gos llebrer que s'utilitza principalment com a animal de companyia i de competició. Els llebrers anglesos es defineixen com un tipus de llebrer alt, musculós, de revestiment llis i amb "forma de S", amb una cua llarga i peus durs. Els llebrers anglesos són una raça separada d'altres llebrers relacionats, com ara el llebrer italià.
El llebrer anglès és una raça suau i intel·ligent, la combinació de potes llargues i poderoses, pit profund, columna vertebral flexible i complexió esvelta li permet assolir velocitats mitjanes de carrera que superen els 64 km/h.

## Característiques
Els mascles fan usualment de 71 a 76 cm d'alçada, i pesen entre 27 i 40 kg. Les femelles tendeixen a ser més petites, fent entre 68 i 71 cm, i pesen entre 27 i 34 kg.
Els llebrers tenen pèl molt curt, que a més és fàcil de mantenir.
Existeixen al voltant de 30 formes de color de pèl diferents reconegudes, amb variacions de  blanc, gris, vermell, i  negre, entre altres colors, que poden aparèixer sols o en combinacions.

## Temperament
Els gossos d'aquesta raça són molt ràpids i atlètics. No obstant això, malgrat la seva reputació com a gossos de curses, aquests animals no són d'alt acompliment. Són hàbils per córrer, però no per fer exercici extensiu. La major part són animals nobles i callats. Perquè un llebrer adult romangui saludable, ha de realitzar un mínim de caminades de 20 a 30 minuts al dia.
Pel que fa al temperament, el llebrer anglès resulta ser un gos extremadament afectuós, delicat, relaxat i obedient; deixant així sorpresos a qui el coneixen. Un aspecte important a tractar és la intensitat del seu instint de caçador, que es desperta davant la menor ocasió per actuar com un depredador. A part d'això, els llebrers anglesos allunyats de les curses són uns animals de companyia magnífics, per la qual cosa en cap cas està justificada l'habitual pràctica de sacrificar-los quan ja no poden seguir en actiu en el món de les curses. Fins i tot, la majoria dels llebrers anglesos que es consideren acabats poden viure fins a deu anys més fora de la seva vida com a corredors.

## Història
Aquesta raça de gos s'ha considerat tan valuosa al llarg de la història que hi va haver un temps en què el poble pla tenia prohibit posseir-la. Fins i tot a Anglaterra es va arribar a dictar una llei que només permetia caçar amb llebrers anglesos a nobles i reis, mentre que els servents d'aquesta noblesa no podien ni tan sols posseir-los i els homes lliures, encara que en podien tenir un exemplar, havien de ser-ne lesionats perquè no fossin competitius. Funcionaris del rei recorrien el regne per a acomplir aquesta tasca de mutilació.
Quan els grans boscos començaren a escassejar, els llebrers anglesos es començaren a utilitzar per a la caça de la llebre i com a entreteniment públic en curses en les quals perseguien preses mecàniques i en les quals s'apostaven diners. Més tard es van imitar, amb la utilització de llebrers anglesos, les curses de cavalls, i una dada curiosa és que en els començaments d'aquestes curses els llebrers anaven muntats per micos actuant aquests de jockeys.

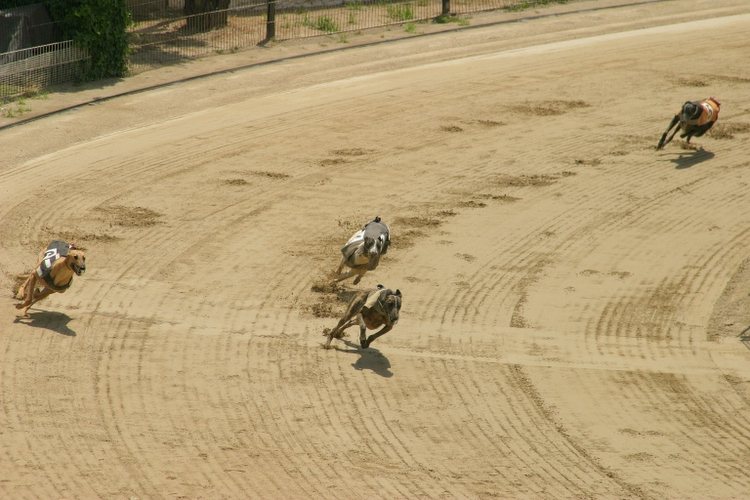
Llebrers anglesos en una cursa.

La primera cursa de llebrers en la qual es perseguia una presa mecànica va ser a Londres el 1876, però la cursa no va aconseguir tenir gaires adeptes. Es va haver d'esperar fins al 1920 perquè aquesta nova forma d'entreteniment tingués acceptació. El 1926 es va utilitzar a Manchester una pista ovalada per a la pràctica d'aquest esport i d'aleshores ençà aquesta forma de la pista és la que sempre s'utilitza.

## Rècords
El llebrer és un gos de rècords, probablement és la raça amb més història del món, ja que n'existeixen descripcions i, fins i tot obres d'art, que s'hi refereixen de gairebé 6 000 anys d'antiguitat.
També és el gos que més és tractat al llarg de la història com a gos aristòcrata, ja que sempre s'ha considerat la raça tradicional de nobles i reis.
Un altre rècord que marca aquesta raça és la velocitat. Un gos d'aquesta raça ben preparat pot sobrepassar els 63 km/h. A més a més la seva capacitat per al salt és considerable tenint en compte que hi ha descripcions d'un exemplar que va realitzar un salt de 9,14 m.
Una dada curiosa sobre aquesta raça és la seva capacitat per reproduir-se, perquè hi ha recollits dades d'un mascle que va arribar a engendrar 3 000 cadells, sent això, de ser cert, un veritable rècord per a qualsevol gos.
Hi ha constància d'un exemplar que va marcar un rècord relacionat amb el seu preu: un llebrer anglès campió va arribar a ser venut per 72 000 dòlars després d'haver tingut una trajectòria de victòries envejable.
Encara que totes aquestes dades són impressionants, segurament el rècord que més sorprèn és la quantitat de noms que ha tingut aquesta raça: el llebrer anglès ha arribat a tenir més de 50 noms diferents.

## Curses amb llebrers anglesos
Des de fa poc les curses de llebrers han rebut dures crítiques per part del Moviment d'alliberament animal, perquè consideren aquestes pràctiques cruels. Això no hauria de passar, ja que les curses de llebrers s'haurien d'orientar a fomentar les facultats de caça dels gossos (com passa en el drag hunting). El preocupant és que les curses de llebrers han adquirit un tint comercial que provoca el maltractament dels gossos, sacrificats únicament per no ser els més ràpids, encara que gaudeixin d'un estat de salut òptim.